# Винга
Винга (на румънски: Vinga, на латински: Theresiopolis – на името на кралица Мария Терезия) е населено място в областта Банат – Румъния, населено от началото на ХVІІІ век до днес от банатски българи.

## Местоположение и транспортни връзки
Винга е бивш околийски, днес общински център, включващ и селата Мъйлат и Манастур, в западния административно-икономически регион на Румъния. Намира се на 30 км северно от Тимишоара – главният град на областта Банат и на 20 км южно от Арад – окръжен център, на път Е 671. С двата града има и железопътна връзка. Голяма част от населението на Винга всекидневно пътува до Тимишоара и Арад, където работи

## История

### Основаване
Най-старите известни сведения за Винга под това име са от 1214 г. (по Иван Ранков).
Землището на Винга има българска връзка от най-ранното средновековие. В края на ІV век българско племе, като част от хунския племенен съюз, а в средата на VІ век като съюзник в държавата на аварите, населява запада на днешен Банат.
В началото на ІХ век, след победа над аварите и подялбата на територията им от кан Крум и император Карл Велики, новата граница на България минава западно от крепостта Пещ, част от сегашна Будапеща, и винганското землище е много навътре в българска територия. В новозавоюваните земи българският владетел преселва хиляди жители от Източна Тракия-Адрианополско. Землището на днешна Винга е в български граници и при цар Симеон и през голяма част от царуването на сина му Петър I, до втората половина на Х век, когато попада по властта на Унгария. За вековното българско владение на банатската земя е свидетелство съкровището от Над Сент Миклош, намерено далече на запад от Винга. В средата на ХVІ век, като част от Унгария, Винга е завоювана от османците и два века е в границите на тяхната империя. През 1716 г. австрийците си отвоюват близкия град-крепост Темешвар, но свободна вече Винга е в руини и безлюдна. След Пожаревацкия мир от 1718 г. днешен Банат е под върховната власт на унгарския крал, чиито трон е даден на австрийския император.

### Българското заселване на Винга
Българското заселване на Винга продължава повече от 18 години. В опустялата Винга още през 1723 г. има заселени три български семейства. (изследвания на Швикер Й. 1861 г.). Българите са бежанци от Чипровско въстание 1688 г., вероятно копиловчани, напуснали колонията си в трансилванския град Алвинц заради бунта на Ракоци.
- Според документи намерени от Л. Милетич, през 1733 г. при своите сънародници във Винга се е скрил от господаря си крепостен селянин беглец, българин от Голям Чергед-Трансилвания, а по-късно и други 12 българи-йобаги.
- На 18 януари 1734 г. в църковните регистри е отбелязано кръщение на българче от Винга. (по Иван Ранков)
- В късната есен на 1737 г. многобройни бежанци с чипровско потекло от Крайова, Римник и Брадичен намират подслон във Винга, а през 1740 г. францисканският орден назначава там за свой управител Серафим Гюричин. (по Иван Ранков)
- През март 1738 г. във Винга се заселват 60 павликянски семейства преминали през Влашко от Северна България. (HISTORIA DOMUS на банатското българско село Стар Бешенов)

След три години трудни преговори българите от Чипровско масово заселват Винга през 1741 г., когато император Карл VІ им подарява селото и устно признава исканите от тях привилегии: подчинение само на централната власт, пълно самоуправление, сериозни данъчни и някои други икономически облекчения и права за производство и свободна търговия. През 1744 г. кралица Мария Терезия потвърждава с тържествена грамота привилегиите, дава на Винга статута на град и го преименува в Терезиополис. Когато бежанците от Чипровското въстание търсят земя, където да се заселят за постоянно, но това да стане по законен начин – сиреч с царска грамота или нещо такова – те я получават на 1 автуст 1744 от императрица Мария Терезия. В нея когато им разрешава да се заселят в Банат и им дава разни облекчения и привилегии, тя, която по силата на унгарската корона която притежава е и „кралица на България“, не пропуска да уточни, че тия земи са били от древни времена български и бежанците имат пълното право да се заселят там, в бащините си земи, днес в границите на Австрийската империя.
Голямата важност за Винга на Привилегиите от 1741 г. е причината векове наред българите-вингани да считат точно тази година за начало на своето селище и празник на града е денят на издаването на грамотата, 1 август, а не патронният празник на черквата им, както е обичайно.
В Чипровско, от където са дошли, прадедите на българите от Винга от незапомнени времена са добивали руди и метали от тях, били са големи майстори ковачи, производители на стоманени инструменти, златари, търговци. Във Винга много от тях по неволя стават земеделци, занаятчиите там са немци и унгарци, а повечето от българите-търговци се разселват из големите градове на Маджарско.
Чипровчани донасят висока култура, градски навици и уреждат Винга като същински град. За това са им необходими и привилегиите и самоуправлението, за които дълго преговарят с австрийското правителство. До средата на ХІХ век Винга се управлява от избрани из между българите-католици: кмет, наречен „биров“, той и съдия имащ право да издава и смъртни присъди, и съветници наречени „сенатори“, които са и съдебни заседатели.
През ХVІІІ век, в целия тогавашен голям Банат, Терезиополис е вторият по значение град след Темешвар, макар да има само 1128 жители. (по Франческо Грезелини)
Като градски тип селище, Винга по-лесно приема външно културно влияние (до 1920 г. унгарско, а след това румънско). Независимо от това, Винга е начело на банатското българско национално възраждане в средата на ХІХ век с инициативата за преподаване в училището и за печатни издания на собствения си български език.
Унгарската енциклопедия Pallas изд. 1893 – 1897 г. пише: Винга (Терезиополис) е общински център с 1072 къщи и 4795 жители (3245 българи, 746 немци, 377 румънци и 350 унгарци), има районен съд, данъчна служба, нотариус, поща, телеграф, пощенска банка, спестовна каса, железопътна гара и францискански манастир.
Според изследвания на П. Мутафчиев от 1934 г., българите са собственици на 90% от земята във Винга. Три четвърти от 12 500-те хектара са обработваеми, а останалите 3500 хектара са пасища и ливади. Всеки стопанин земеделец има средно 7 – 8 хектара обработваема земя, а някои над 10 – 15 хектара. Отглеждат големи стада добитък и много собственици на стада са доставчици на кралските войски. Винганската банка кредитира без проблем град Арад с 200 000 форинта за строеж на мост свързващ старата и новата му част. Животът на българите във Винга показва забележителен общ просперитет.
Мирният договор от Трианон 1920 г. разделя Банат между Румъния и Сърбия и съвсем малка част остава в Унгария. Винга попада в границите на Румъния.
В края на ХІХ и началото на ХХ век българската общност във Винга, обезкръвена от реемиграцията на стотици млади семейства в освободена България, започва бавен, невъзвратим спад по численост. Кризата след Трианон 1920 г. ускорява свиването на българското малцинство, защото българите се изселват и в близките градове Арад и Тимишоара, а някои и в Америка. Последният демографски удар нанася миграцията след промените през 1989 г. Ускорява се асимилацията от румънския етнос, в по-ново време-спонтанна.

### Официална демографска статистика
(по Иван Ранков)
| Година | Общо жители | Самоопределили се като българи | Дял на българите в % |
| ------ | ----------- | ------------------------------ | -------------------- |
| 1943   | 4630        | 2194                           | 47,38                |
| 1948   | 4300        | 1956                           | 45,48                |
| 1956   | 4137        | 1798                           | 43,46                |
| 1966   | 4535        | 1683                           | 37,11                |
| 1977   | 4617        | 1473                           | 31,90                |
| 1992   | 4172        | 703                            | 16,85                |
| 2002   | 4219        | 508                            | 12,04                |
| 2011   | 4063        | 330                            | 8,12                 |

## Обществен и културен живот
Макар и малцинство днес във възродената от тях преди три века Винга, българите пазят своите: банатски български език, писменост, традиции и българското си самосъзнание. В селото има филиал на Съюза на банатските българи в Румъния и той поддържа връзки с останалите банатски българи в селищата им в България, Румъния, Сърбия и със „старото гнездо“ – град Чипровци.
От 2014 г. филиалът на СББР-Винга има нова „Българска къща“ за своите събрания, чествания, веселби, репетиции на самодейни състави и за настаняване на гостите си.
Ансамбъл „Българче“ изпълнява широк репертоар от банатски български танци и характерни танци от различни краища на България. Има голям успех сред местните жители във Винга и Банат и зад граница, на фестивали и самостоятелни спектакли.

## Религия
Българите донасят във Винга римо-католическото си вероизповедание и над два века, до средата на ХХ век, то е преобладаващо, а днес ги обединява и пази българската им същност. С техни средства и по проект на Едуард Райтер през 1892 г. е построена величествена неоготическа църква, с 62 м. високи камбанарии, най-големият и най-красивият храм в региона. В селото има и три други християнски храма.

## Политика
Кмет на селото е Негрей Йоан.

## Видни българи родени и живели във Винга
- Стефан Дуньов
- Еузебио Ферменджин
- Иван Косилков
- Леополд Косилков
- Иван Ферменджин
- Антон Лебанов
- Андрей Лилин

## Галерия
- Герб на Винга
- Герб на града Терезиополи
- Неоготическата църква
- Църквата отвътре
- Кметството на Винга построено през 1913 г.
- Площадът с паметника на Св. Троица и на заден план катедралата
- Паметник „Св. Троица“
- Българската къща след ремонта завършен 2015 година
- Табелата на старата Българска къща
- Ансамбъл „Българче“